# ブルーラグーン (映画)
『ブルーラグーン』（原題: Return to the Blue Lagoon）は、1991年のアメリカ映画。
ヘンリー・ドヴィア・スタックプールの小説を原作とするアメリカ映画『青い珊瑚礁』(1980年)の続編という位置づけで制作されているが、前作のストーリーと完全に連続しているわけではない。

## ストーリー
冒頭で前作のストーリーの概略が字幕で語られる。事故によりボートで漂流することになった前作の主人公たちは、通りかかった船に発見されるが、幼い男の子・リチャードだけが救出され、両親は遺体で収容された。
その船には小さな娘リリーを連れた未亡人サラが乗っていたが、ある日船内でコレラが発生したため、サラはリリー、リチャードと共に小舟で船を離れる。リチャードの両親が育った島へと流れ着いた3人は、彼らが建てた家を住処とし、無人島での長い生活を始める。サラは2人に「文明社会に戻るため」とさまざまなことを教えるが、サラは肺炎を患い、亡くなる。それでも2人はサラの教えを元に困難を乗り越え、成長した彼らは夫婦となる。
サラの死から6年、水の補給に1隻の貿易船がやってくる。リリーとリチャードは船員を厚くもてなし、文明社会へ戻りたい旨を告げる。船員もリリーとリチャードに洋服を与え、化粧やライフルなど様々な文明的文物を見せる。しかし、船長の娘シルビアはリチャードに手を出すようになり、リリーは嫉妬する。リリーは顔料で化粧のまねごとをしてリチャードの気を引こうとするが、リチャードはその意図を汲めず、シルビアに釣りを教えるために小舟で海に出る。
リリーが顔に塗った顔料を洗っていると、船員の一人が彼女を強姦しにかかる。一方のリチャードは二人きりの船上でシルビアに誘惑されるが、リリーが助けを求める声を聞き、家へ戻る。リチャードと船員はもみ合いになり、船員はリチャードを銃殺しようと躍起になるが、サメに食われて命を落とす。一連の出来事からリチャードとリリーは島に残る決意をし、出港する貿易船を見送った。
2人は島で子供を授かり、それまでと同じ日々を送る。

### 前作との連続性
本作は、1980年に制作された映画の続編という位置づけで制作されているが、前作の結末の一部を以下のように変更している。
- 前作の結末部では漂流した3人が生存していることが示唆されるが、本作では子どもだけが生存。
- 前作でボートを発見したのは主人公少年の父親が主人公たちを探すために出した船だったが、本作では前作の登場人物とは無関係な偶々通りかかった船。

また、前作の主人公である少女（エメライン）と少年（リチャード）の名は本作では示されず、生存していた男の子が前作における父親と同じ名という設定である。

## キャスト
- リリー：ミラ・ジョヴォヴィッチ
- リチャード：ブライアン・クラウズ
- サラ：リサ・ペリカン
- クインラン：ピーター・ヒアー
- シルビア：ナナ・コバーン

## スタッフ
- 監督・製作：ウィリアム・A・グレアム
- 製作総指揮：ランダル・クレイザー
- 脚本：レスリー・スティーブンス
- 音楽：ベイジル・ポールドゥリス
- 撮影：ロバート・ステッドマン

## 表彰
- 第12回ゴールデンラズベリー賞[1]
  - 最低作品賞ノミネート：『ブルーラグーン』ウィリアム・A・グレアム
  - 最低監督賞ノミネート：ウィリアム・A・グレアム
  - 最低脚本賞ノミネート：レスリー・スティーヴンス
  - 最低新人賞ノミネート：ブライアン・クラウズ、ミラ・ジョヴォヴィッチ
- 第13回ユース・イン・フィルム・アワード（en）[1]
  - 映画主演最優秀若手女優賞ノミネート：ミラ・ジョヴォヴィッチ